# Alois Šefl

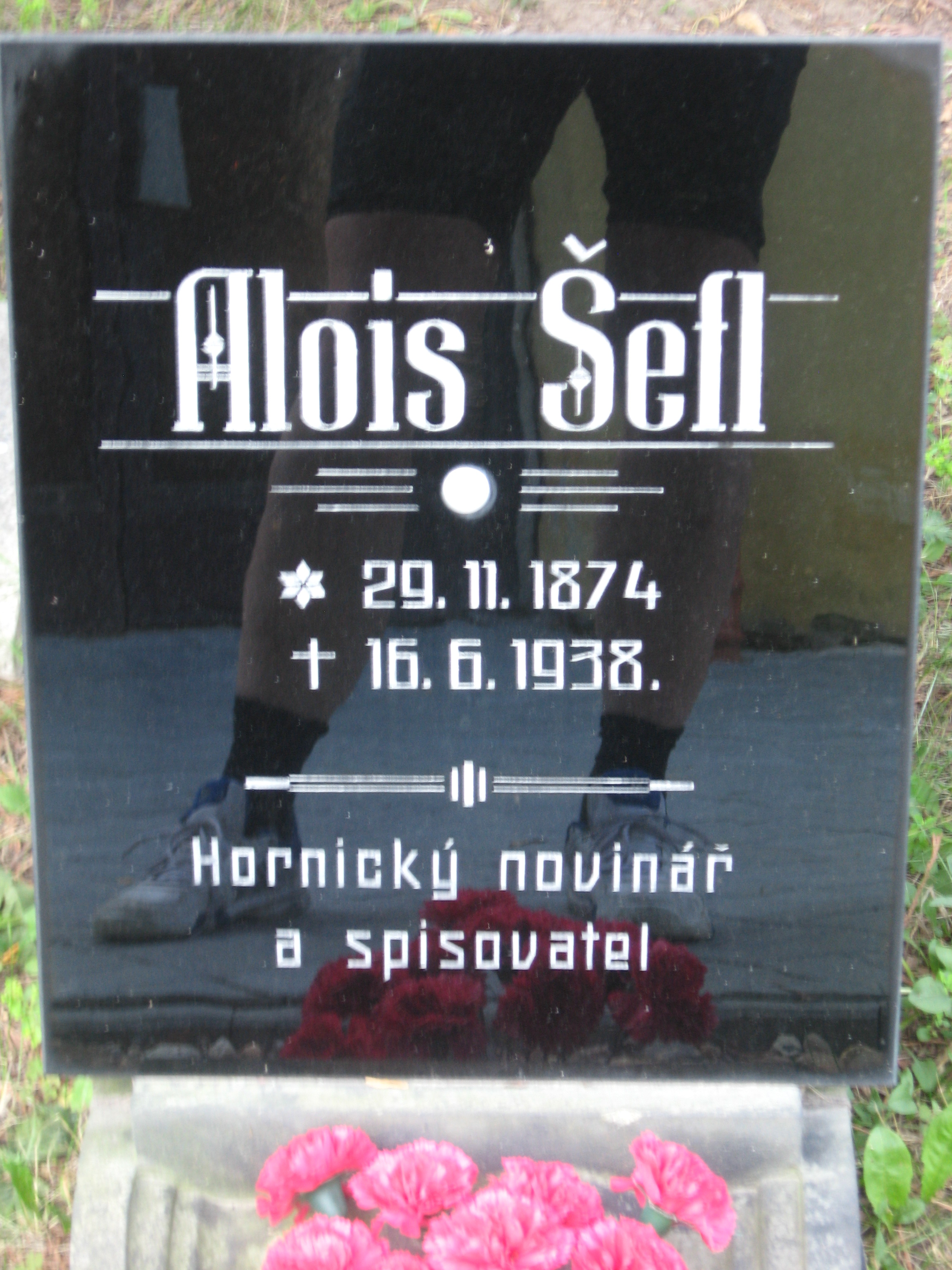
Náhrobní deska na hřbitově v Duchcově

Alois Šefl, psán též Schöffel (29. listopadu 1874 Nýřany – 16. června 1938 Svatá Dobrotivá) byl horník, anarchosyndikalista, novinář, spisovatel a překladatel.

## Život
Alois Schöffel se narodil v Nýřanech v rodině horníka Václava Schöffla a jeho ženy Anny rodem Srpové. Brzy opustil školu a pracoval zprvu jako dělník na dráze, od čtrnácti let v hlubinných dolech v okolí svého rodiště. Odtud odchází za lepšími podmínkami, hledá práci na Duchcovsku a Mostecku a nakonec je zaměstnán na dole Pokrok u Oseka. Během působení na Duchcovsku se přátelil s podobě smýšlejícím Hynkem Holubem. V roce 1893 při katastrofě způsobené výbuchem důlních plynů byl vynesen ze závalu a téměř prohlášen za mrtvého. Z Duchcovska odchází za prací do Saska a do Porýní, odtud do Belgie a do Francie. Po návratu žije v Lomu a poté v Duchcově, kde se stává redaktorem Hornických listů, jejichž vedení převzal roku 1910. Za 1. světové války byl internován a nasazen v rudných dolech na Cínovci.
Zemřel ve Svaté Dobrotivé a pohřben byl v Nýřanech, odkud byly jeho ostatky počátkem 90. let přeneseny do Duchcova.

## Dílo
- Za lepší budoucnost (1922)
- Vyvrženci (1924)
- Tisícovka a jiné črty z hornického života (1925)
- Vzpoura (1927)
- Prohrál život (1929)
- Exulanti (1934)
- Z kraje černých démantů (1934)
- Uhlí a smrt (1936)

překlady:
- Abeceda syndikalismu (1908); Georges Yvetot: ABC syndicaliste, 1908
- Za osvobození proletariátu (1909); Gustave Hervé
- Co jest anarchista (1910); (Po konfiskaci opravené vydání)
- Všeobecná stávka a přímá akce v třídním boji proletariátu (1910); Pierre Ramus: Generalstreik und direkte Aktion im proletarischen Klassemkampfe 1910 (přeložil pod pseudonymem Aramis)
- Potrava pro děla (spolu s Václavem Draxlem, 1911); Manuel Devaldés: La Chair à canon 1908